# Новофёдоровка (Казанковский район)
Новофёдоровка (укр. Новофедорівка) — село в Казанковском районе Николаевской области Украины.
Население по переписи 2001 года составляло 305 человек. Почтовый индекс — 56032. Телефонный код — 5164. Занимает площадь 0,468 км².

## Местный совет
56032, Николаевская обл., Казанковский р-н, с. Новофёдоровка, ул. Мира, 40